# Air Lago
Air Lago is een bestuurslaag in het regentschap Merangin van de provincie Jambi, Indonesië. Air Lago telt 423 inwoners (volkstelling 2010).